# Vrtača
Vrtača (pronuncia [ʋəɾˈtaːtʃa]) è un insediamento (naselje) di 9 abitanti, della municipalità di Kostanjevica na Krki nella regione statistica della Oltresava Inferiore in Slovenia.
L'area faceva tradizionalmente parte della regione storica della Bassa Carniola, ora invece è inglobata nella regione della Oltresava Inferiore.